# Ejido los Huastecos
Ejido los Huastecos är en ort i Mexiko.   Den ligger i kommunen Tamuín och delstaten San Luis Potosí, i den centrala delen av landet, 290 km norr om huvudstaden Mexico City. Ejido los Huastecos ligger 38 meter över havet och antalet invånare är 1 380.
Terrängen runt Ejido los Huastecos är platt. Runt Ejido los Huastecos är det ganska glesbefolkat, med 25 invånare per kvadratkilometer. Närmaste större samhälle är Tamuin, 14,3 km väster om Ejido los Huastecos. Trakten runt Ejido los Huastecos består till största delen av jordbruksmark.